# 김신욱
김신욱(金信煜, 1988년 4월 14일~)은 대한민국의 전 축구 선수로 현역 시절 공격수로 뛰었으며 2014년 아시안 게임 금메달리스트이다.

## 구단 경력

### 울산 현대
과천문원중학교, 과천고등학교, 중앙대학교 축구부를 거쳐 2009년 울산 현대 입단을 통해 프로에 전격 입문한 이후 2015 시즌까지 공식전 273경기 111골의 폭발적인 득점력으로 울산의 공격을 이끌었고 이 기간 동안 K리그1 2회 준우승(2011, 2013), 3번의 FA컵 4강(2011, 2012, 2015), 2011년 리그컵 우승, 2012년 AFC 챔피언스리그 우승 등을 이끌어내며 울산의 핵심 공격수로 맹위를 떨쳤다.

### 전북 현대
2015 시즌 종료 후 6년간 활약했던 울산을 떠나 현대가 라이벌팀인 전북 현대 모터스로 적을 옮겼고 이후 2019 시즌 중반까지 공식전 155경기 51골을 터뜨리면서 2016년 K리그1 준우승, 2016년 AFC 챔피언스리그 우승, 2017년과 2018년 K리그1 우승 등의 굵직한 성과를 남겼다.

### 상하이 선화
2019 시즌 여름 이적 시장을 통해 중국 슈퍼리그의 상하이 선화로 이적한 후 2021 시즌까지 공식전 30경기 15골을 기록하며 2019년 중국 FA컵 우승을 이끌었지만 2020 시즌에서는 코로나19 범유행과 부상 등에 발목이 잡혀 정상적으로 시즌을 치르지 못했고 결국 2021년 8월 상하이 선화와의 계약을 종료했다.

### 라이언 시티
상하이 선화와 결별하고 3개월 뒤인 같은 해 11월 싱가포르 프리미어리그의 강호 라이언 시티 세일러스로 이적하며 송의영과 한솥밥을 먹게 되었고 이후 2022 시즌 한 해 동안 공식전 32경기 23골의 준수한 활약으로 2022 시즌 싱가포르 커뮤니티 실드 우승, 2022 시즌 리그 준우승 및 2회 연속 AFC 챔피언스리그 진출 등을 이끌어냈고 이 가운데 2022년 AFC 챔피언스리그에도 5경기 출전하여 라이언 시티 세일러스 구단 역사상 아시아 챔피언스리그 최다 승점 기록 경신까지 이끌었다.

### 킷치 SC
2022 시즌을 마친 뒤 싱가포르를 떠나 홍콩 프리미어리그의 강호 킷치 SC와 3년 계약을 체결했다.

### 은퇴
공식적으로 기사화되지는 않았지만, 2025년 01월 31일 기준 킷치 SC 공식 홈페이지에서 이름이 사라진 것으로 확인되었다.
한국으로 귀국해 경기도 과천시에서 김신욱축구교실을 운영 중인 것으로 확인되었다.

## 국가대표팀 경력

### A대표팀
2010년 1월 9일 잠비아와의 친선 경기에서 국제 A매치 데뷔전을 치른 이후 2012년 6월 8일 카타르와의 2014년 FIFA 월드컵 아시아 지역 최종 예선 A조 1차전 원정 경기에서 A매치 데뷔골을 터뜨렸다.
그 이후 2011년 AFC 아시안컵 3위, EAFF E-1 풋볼 챔피언십 2연패(2015, 2017) 등에 기여했고 2번의 FIFA 월드컵 본선(2014, 2018)에도 출전하여 8년만의 대한민국 월드컵 승리 및 카잔의 기적을 함께 누렸으나 앞선 스웨덴과의 2018년 FIFA 월드컵 F조 조별리그 첫 경기에서 포스트 플레이에 대한 이해도 부족을 여실히 드러내며 팀의 아쉬운 패배를 안겨주고 말았다.
그 이후로 국가대표팀에 발탁되지 못하다가 2019년 8월 26일 2022년 FIFA 월드컵 아시아 지역 2차 예선 2연전을 앞두고 국가대표팀에 발탁되며 파울루 벤투 감독 부임 이후 처음이자 1년만에 국가대표팀에 재합류했다.
그리고 같은 해 9월 10일 투르크메니스탄과의 2022년 FIFA 월드컵 아시아 지역 2차 예선 H조 1차전에서 2-0으로 앞서 있던 후반 37분 교체 투입되어 골키퍼를 골대 안으로 밀어넣는 진기명기로 축구팬들에게 큰 웃음을 선사했다.
그로부터 1달 후 홈에서 열린 아시아 FIFA 랭킹 최하위 스리랑카와의 2차전에서 헤더와 슈팅 2번으로 포트트릭을 달성하며 8-0 대승을 이끌었고 1년 8개월 후인 2021년 6월 또 다시 홈에서 열린 스리랑카와의 5차전에서도 멀티골을 기록하며 5-0 대승에 기여하는 등 스리랑카를 상대로만 무려 6골을 터뜨리는 무시무시한 활약을 펼쳤으나 그 이후로는 또 국가대표팀에 발탁되지 못하면서 A매치 통산 56경기 16골의 기록을 남기고 대표팀 유니폼을 반납했다.

### 대한민국 아시안 게임 (와일드카드)
자국에서 열린 2014년 아시안 게임을 앞두고 구자철의 마인츠 05 팀 동료인 박주호, 2014년 FIFA 월드컵 대표팀 동료인 김승규와 함께 당시 고 이광종 감독이 이끌던 대한민국 U-23 아시안 게임 대표팀에 와일드카드로 전격 발탁되어 3경기에서 1골을 기록했고 특히 북한과의 결승전에서 엄청난 투지와 집중력으로 1986년 이후 28년만의 아시안 게임 통산 4번째 금메달이자 U-23 대표팀 첫 아시안 게임 금메달을 선사하면서 병역 특례를 받을 수 있었다.

## 경력 통계

### 국가대표 득점 기록
| 득점 | 일자             | 장소              | 상대팀         | 득점 순서 | 최종 결과 | 대회                                     |
| ---- | ---------------- | ----------------- | -------------- | --------- | --------- | ---------------------------------------- |
| 1    | 2012년 6월 8일   | 카타르 도하       | 카타르         | 3 - 1     | 4 - 1     | 2014년 FIFA 월드컵 아시아 지역 최종 예선 |
| 2    | 2013년 11월 19일 | UAE 아부다비      | 러시아         | 1 - 0     | 1 - 2     | 친선 경기                                |
| 3    | 2014년 1월 26일  | 미국 로스앤젤레스 | 코스타리카     | 1 - 0     | 1 - 0     | 친선 경기                                |
| 4    | 2017년 12월 9일  | 일본 조후         | 중화인민공화국 | 1 - 1     | 2 - 2     | 2017년 EAFF E-1 풋볼 챔피언십            |
| 5    | 2017년 12월 16일 | 일본 조후         | 일본           | 1 - 1     | 4 - 1     | 2017년 EAFF E-1 풋볼 챔피언십            |
| 6    | 2017년 12월 16일 | 일본 조후         | 일본           | 3 - 1     | 4 - 1     | 2017년 EAFF E-1 풋볼 챔피언십            |
| 7    | 2018년 1월 27일  | 튀르키예 안탈리아 | 몰도바         | 1 - 0     | 1 - 0     | 친선 경기                                |
| 8    | 2018년 1월 30일  | 튀르키예 안탈리아 | 자메이카       | 1 - 1     | 2 - 2     | 친선 경기                                |
| 9    | 2018년 1월 30일  | 튀르키예 안탈리아 | 자메이카       | 2 - 1     | 2 - 2     | 친선 경기                                |
| 10   | 2018년 2월 3일   | 튀르키예 안탈리아 | 라트비아       | 1 - 0     | 1 - 0     | 친선 경기                                |
| 11   | 2019년 10월 10일 | 대한민국 화성     | 스리랑카       | 2 - 0     | 8 - 0     | 2022년 FIFA 월드컵 아시아 지역 2차 예선  |
| 12   | 2019년 10월 10일 | 대한민국 화성     | 스리랑카       | 4 - 0     | 8 - 0     | 2022년 FIFA 월드컵 아시아 지역 2차 예선  |
| 13   | 2019년 10월 10일 | 대한민국 화성     | 스리랑카       | 6 - 0     | 8 - 0     | 2022년 FIFA 월드컵 아시아 지역 2차 예선  |
| 14   | 2019년 10월 10일 | 대한민국 화성     | 스리랑카       | 7 - 0     | 8 - 0     | 2022년 FIFA 월드컵 아시아 지역 2차 예선  |
| 15   | 2021년 6월 9일   | 대한민국 고양     | 스리랑카       | 1 - 0     | 5 - 0     | 2022년 FIFA 월드컵 아시아 지역 2차 예선  |
| 16   | 2021년 6월 9일   | 대한민국 고양     | 스리랑카       | 3 - 0     | 5 - 0     | 2022년 FIFA 월드컵 아시아 지역 2차 예선  |

## 그 외
그는 평소 골 세리머니로 기도 세레머니를 하고 국가대표 합숙 기간 동안에도 선수들과 예배를 드리는 등 축구인들 사이에서도 독실한 기독교 신자로 잘 알려져 있다.
대표적인 별명으로는 몽골 용병 시누크로 잘 알려져 있고 그 외에 평소 큰 키와 거인이라는 이미지 때문에 만화 진격의 거인에서 나온 진격의 신욱이라는 별명도 가지고 있으며 198cm로 역대 K리그1 최다골 수상자 중 최장신이기도 하다.

## 수상 내역

### 구단
울산 HD
- K리그1 : 준우승 (2011, 2013)
- FA컵 : 4강 (2011, 2012, 2015)
- 리그컵 : 우승 (2011)
- AFC 챔피언스리그 : 우승 (2012)

전북 현대 모터스
- K리그1 : 우승 (2017, 2018), 준우승 (2016)
- AFC 챔피언스리그 : 우승 (2016)

 상하이 선화
- 중국 FA컵 : 우승 (2019)

 라이언 시티 세일러스
- 싱가포르 프리미어리그 : 준우승 (2022)
- 싱가포르 커뮤니티 실드 : 우승 (2022)[6]

 킷치 SC
- 홍콩 프리미어리그 : 우승 (2022-23)
- 홍콩 FA컵 : 우승 (2022-23)

### 국가대표팀
대한민국 U-23 (와일드카드)
- 아시안 게임 : 금메달 (2014)

 대한민국
- AFC 아시안컵 : 3위 (2011)
- EAFF E-1 풋볼 챔피언십 : 우승 (2015, 2017)

### 개인
- 리그컵 득점상 : 2011 (11골)
- K리그1 MVP : 2013
- K리그1 베스트 11 : 2013
- K리그1 득점상 : 2015 (18골)
- EAFF E-1 풋볼 챔피언십 득점상 : 2017 (3골)